# Diego Mercado
Diego Mercado Marín (* 17 de diciembre de 1929 en México) - (* 2 de mayo de 2022 en Guadalajara; Jalisco. Fue un futbolista y entrenador mexicano que dirigió, entre otros equipos, a la selección juvenil de México en los años 1970. Como jugador participó con el Club Deportivo Cuautla y el Club Necaxa.
Diego Mercado es recordado por ser el técnico con el que el Club de Fútbol Monterrey, La Pandilla, lograría el título de la Segunda división mexicana y con ello el ascenso a la Primera División Nacional en la temporada 1959-60. Fue el primer director técnico del Monterrey en Primera división mexicana en la temporada 1960-61, pero lo suplió el argentino José "Che" Gómez en esa misma temporada.
Gran parte de su carrera la ha pasado al lado de Hugo Sánchez, la historia entre Diego y Hugo comenzó en 1972, cuando un joven de 14 años llegó al Comité Olímpico Mexicano a pedir una oportunidad para integrarse a la Selección Mexicana que se preparaba para las Olimpiadas de Montreal 1976, selección a la cual dirigió Mercado, y en donde se encontraban otros grandes jugadores como José Luis Trejo, Mario Carrillo, Manuel Manzo, Leonardo Cuéllar, Víctor Rangel, José Luis Caballero o Jesús Rico.
En México dirigió ha varios equipos entre ellos:
- Monterrey en 1959-60(2.ª) y 1960-61
- Club Universidad Nacional en 1966-67
- Club Deportivo Guadalajara en 1977-78, 1978-79, 1980-81 y 1981-82
- Tecos de la UAG en 1983-84

También actuó como auxiliar técnico de Luis Reyes en el título de Tercera división mexicana conseguido por el Tecomán F.C. en la temporada 1982-83. Además ha dirigido equipos como el CD Israelita en la Liga española de fútbol en México.
En 2005 tuvo la iniciativa de crear una Comisión de Técnicos reconocida por la Federación Mexicana de Fútbol, pero el proyecto no consiguió respaldo por lo que no fue aceptado.
Dirigió a la Selección mexicana durante 5 partidos cosechando muy malos resultados durante el Campeonato de Naciones de la Concacaf de 1969:
- 27 de noviembre de 1969 contra Jamaica ganando 2:0
- 30 de noviembre de 1969 contra Costa Rica perdiendo 0:2
- 2 de diciembre de 1969 contra Guatemala perdiendo 0:1
- 4 de diciembre de 1969 contra Antillas Neerlandesas empatando 2:2
- 7 de diciembre de 1969 contra Trinidad y Tobago empatando 0:0

Fue Director de la Escuela Nacional de Entrenadores y fue maestro de Ricardo La Volpe en el Centro de Capacitación de la Ciudad de México. Recientemente se desempeñó como auxiliar técnico de Hugo Sánchez en la Selección de fútbol de México y actualmente dirige la escuela que lleva su nombre en Guadalajara, Jalisco.

## Fallecimiento
Diego Mercado falleció el 2 de mayo del 2022 a la edad de 92 años.

## Participaciones en Juegos Olímpicos
| Copa                     | Sede     | Resultado     |
| ------------------------ | -------- | ------------- |
| Juegos Olímpicos de 1972 | Múnich   | Segunda fase  |
| Juegos Olímpicos de 1976 | Montreal | Primera ronda |